# Pyapon
Pyapon est une ville birmane de la Région d'Ayeyarwady. Elle se trouve au bord de la Pyapon, un bras de l'Irrawaddy, à environ 15 km de la mer d'Andaman et 120 km au sud de l'ancienne capitale Rangoon. Sa population était d'environ 65 000 habitants en 2006. C'est un centre de collecte pour le riz des régions voisines.
Pyapon possède une centrale thermique au diesel, utilisant des machines fournies par la firme allemande Siemens.

## District de Pyapon
Pyapon est le centre d'un des cinq districts de la Région d'Ayeyarwady. Le district compterait 300 000 habitants.
- (en) Cet article est partiellement ou en totalité issu de l’article de Wikipédia en anglais intitulé « Pyapon » (voir la liste des auteurs).